# Brachytarsina franclemonti
Brachytarsina franclemonti är en tvåvingeart som först beskrevs av Matheson 1945.  Brachytarsina franclemonti ingår i släktet Brachytarsina och familjen lusflugor. Inga underarter finns listade i Catalogue of Life.